# Castejón (Cuenca)
Castejón es un municipio y localidad española de la provincia de Cuenca, en la comunidad autónoma de Castilla-La Mancha. El término cuenta con una población de 130 habitantes (INE 2024).

## Clima
Posee un clima mediterráneo frío.

## Historia
En relación con un castillo en Castejón, Gamāl Abd al-Karīm recopila escritos sobre el "Castillo de Huele" como situado en Castejón. En la Declaración genérica del Decreto de 22 de abril de 1949. Ley 16/1985 sobre el Patrimonio Histórico Español, se relaciona el Castillo en el Municipio de Castejón con ubicación desconocida y tipo sin clasificar, no se especifica cronología. José Luis Rodríguez Zapata en su libro Castillos de Cuenca indica que parece que bajo el nombre de Castejón de Huete o de la Alcarria tuvo castillo o torreón perteneciente a la cora de Santaveria. Parece que es este castillo el referenciado en El Cantar de Mío Cid, aunque algunos quieren que sea el castillo de Castejón de Henares cerca de Jadraque en Guadalajara.
En Castejón habría tenido lugar el primer registro bautismal en el territorio de la actual comunidad autónoma de Castilla-La Mancha:

...dibujado para el episcopado del sucesor de Burgos, Alonso de Fonseca, obispo de 1485 a 1493, quién por algunas cuentas no estuvo muy interesado en la reforma. Como era acostumbrado, Fonseca ordenó (pidió) una inspección episcopal de los libros de contabilidad de parroquia en 1488. Su general de inspector aún ordenó (pidió) al sacerdote de parroquia de la pequeña ciudad de Castejón adoptar la nueva práctica de mantener un registro bautismal, en el cual el sacerdote también registraría los nombres de los excomulgantes de la parroquia. " (Dios en La Mancha: Reforma Religiosa y la Gente de Cuenca, 1500-1650 por Sara T. Nalle...

La heredad de Villaverde, en Castejón, figura como una de las propiedades del monasterio de Monsalud en una bula de Inocencio IV fechada en 1250. La localidad adquirió el título de villa en 1553.
A mediados del siglo XIX, la villa tenía contabilizada una población de 795 habitantes. Aparece descrita en el sexto volumen del Diccionario geográfico-estadístico-histórico de España y sus posesiones de Ultramar de Pascual Madoz de la siguiente manera:

CASTEJON DE HUETE ó de la ALCARRIA: v. con ayunt. en la prov. y dióc. de Cuenca (8 leg.), part. jud. de Priego (3), aud. terr. de Albacete (30), c. g. de Castilla la Nueva (Madrid 20). sit. en lo alto de un cerro yesal; le combaten los vientos N., E. y S., y es mas propensa á reumas y perlesias que á otras enfermedades. Se compone de 200 casas salas consistoriales en estado ruinoso; pósito nacional, escuela de primeras letras, dotada con 1,200 rs., y concurrida por 40 alumnos; igl. parr. de entrada (la Asuncion), servida por un cura, un beneficiado y un sacristan; una ermita (San Blas) á 100 pasos de la pobl., y otra dedicada á Ntra. Sra. de la Caridad. Estramuros de la v. hay una fuente de agua salobre. Confina el térm. por N. con Villar del Ladron, E. Gascueña; S. Canalejas; O. Cañaveruelas, y en él se encuentran los desp. San Bartolomé y Villarrubio. El terreno es arenisco, y en la parte mas elevada confinando con Alcobujate y Cañaveruelas hay un monte tallar poblado de roble y carrascos: por la parte del E., dividiendo el térm. que se describe del de Villar del Ladrón, pasa el r. Guadiela en dirección de Alcazaren. La correspondencia se recibe en la balija de Gascuneña, los lunes y jueves, y sale los miércoles y domingos. prod.: trigo, cebada, avena, escaña, cáñamo, patatas, aceite y vino; hay cria de ganado lanar y cabrio, y caza de liebres, conejos y perdices en abundancia. ind.: un molino harinero y otro de aceite. comercio: dos tiendas de géneros al por menor. pobl.: 200 vec., 795 alm. cap. prod.: 1.920,420 rs. imp.: 90,021, importe de los consumos 7,236 rs. 9 mrs.
(Madoz, 1847, p. 86)

## Patrimonio
- Parroquia Nuestra Señora de la Asunción (siglo XVII)[5]
- Eremitorios Medievales, Eremitorios rupestres[6][7]
- Ermita San Blas[8]
- El Abrigo Paleolítico Superior de Buendía[9]
- La ciudad romana de Ercávica en Cañaveruelas[10]

## Administración
| Periodo   | Nombre                     | Partido |
| --------- | -------------------------- | ------- |
| 1979-1983 | Agustín Escalada           | UCD     |
| 1983-1987 | José Cogolludo Arribas     | PSOE    |
| 1987-1991 | Juan Ramón Cerezo Checa    | AP      |
| 1991-1995 | Juan Ramón Cerezo Checa    | PP      |
| 1995-1999 | Juan Ramón Cerezo Checa    | PP      |
| 1999-2003 | Juan Ramón Cerezo Checa    | PP      |
| 2003-2007 | Juan Ramón Cerezo Checa    | PP      |
| 2007-2011 | José Álvaro Martínez Duque | PP      |
| 2011-2015 | José Álvaro Martínez Duque | PP      |
| 2015-2019 | María Arribas López        | PP      |
| 2019-2023 | María Arribas López        | PP      |

## Economía
Mayoritariamente agraria, sus vecinos se dedican a la agricultura y también a la ganadería contando con dos ganados ovinos, además en cuanto a servicios terciarios la población cuenta con dos panaderías, dos supermercados, un bar, una carnicería y servicios varios

## Demografía
Castejón cuenta con una población de 130 habitantes (INE 2024).
| Gráfica de evolución demográfica de Castejón entre 1842 y 2021                                                      |
| |
| Población de derecho según los censos de población del INE Población de hecho según los censos de población del INE |

## Gastronomía
Los hartatunos —prácticamente desconocido en la actualidad— son un plato autóctono de Castejón hecho a base de harina blanca, patatas cocidas y guindillas picantes al gusto de los comensales. Si había bonanza económica se le añadían huevos (estrellándolos) y productos de matanza (especialmente hígado) o conejo si se terciaba en el campo.[cita requerida]

## Personas destacadas
- José Luis Perales, cantante y compositor nacido en Castejón.
- Andrés Duro del Hoyo, Premio Internacional de Poesía Rey Juan Carlos I de la ciudad de Valencia.